# Sybirak

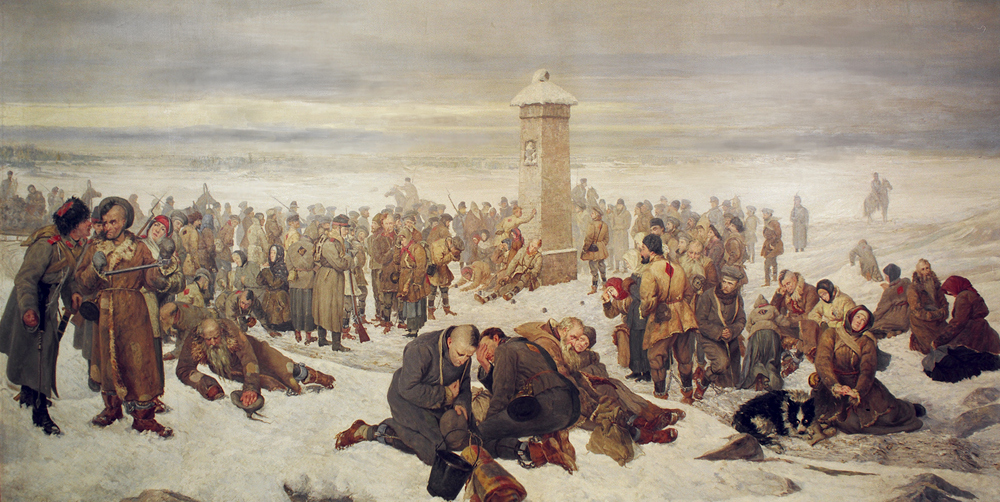
Adio Europei (1894), de.

Un sybirak (în poloneză: [sɨˈbirak], plural: sybiracy) este o persoană strămutată în Siberia. La fel ca și termenul omolog rus, sibiryák, acest cuvânt se poate referi la orice locuitor al Siberiei, dar se referă în mod specific la polonezii întemnițați sau exilați în Siberia sau chiar la cei trimiși în Regiunea Arctică Rusă⁠(d) sau în Kazahstan în anii 1940.

## Istorie

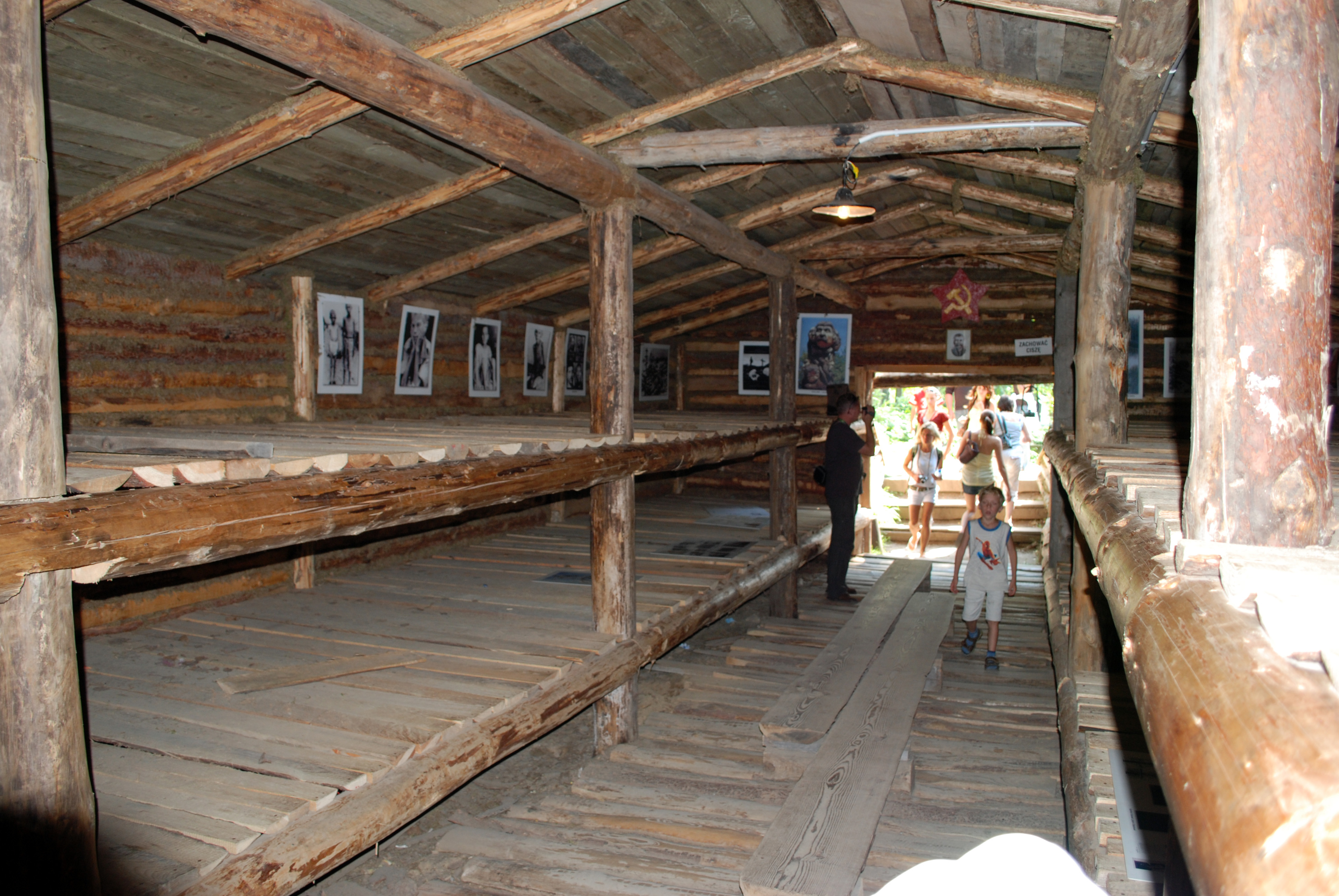
Baracă siberiană veche de 240 de ani, transportată în Polonia.

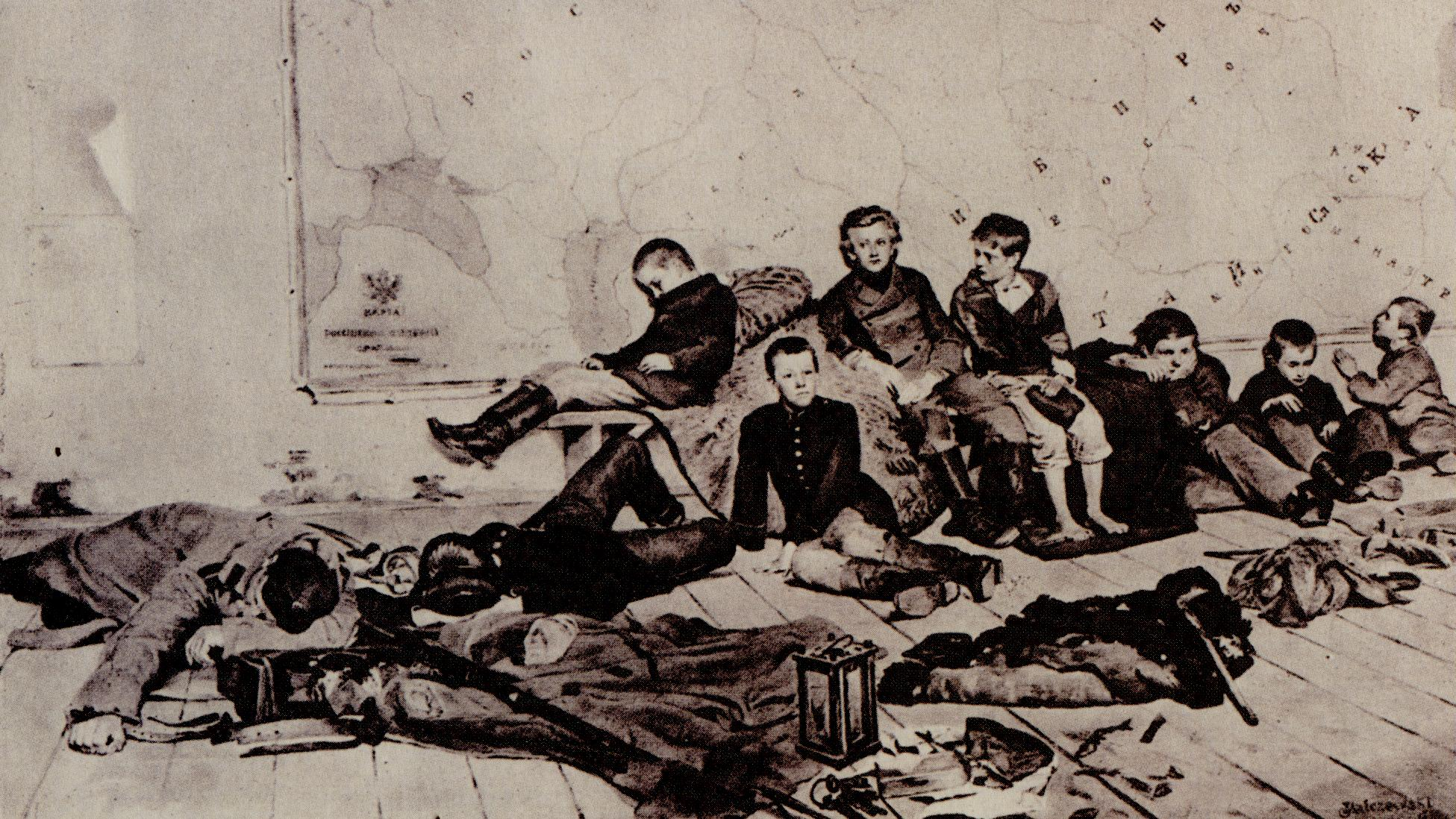
Reproducere alb-negru a Zesłanie Studentów (Exilul studenților) de Jacek Malczewski din 1891

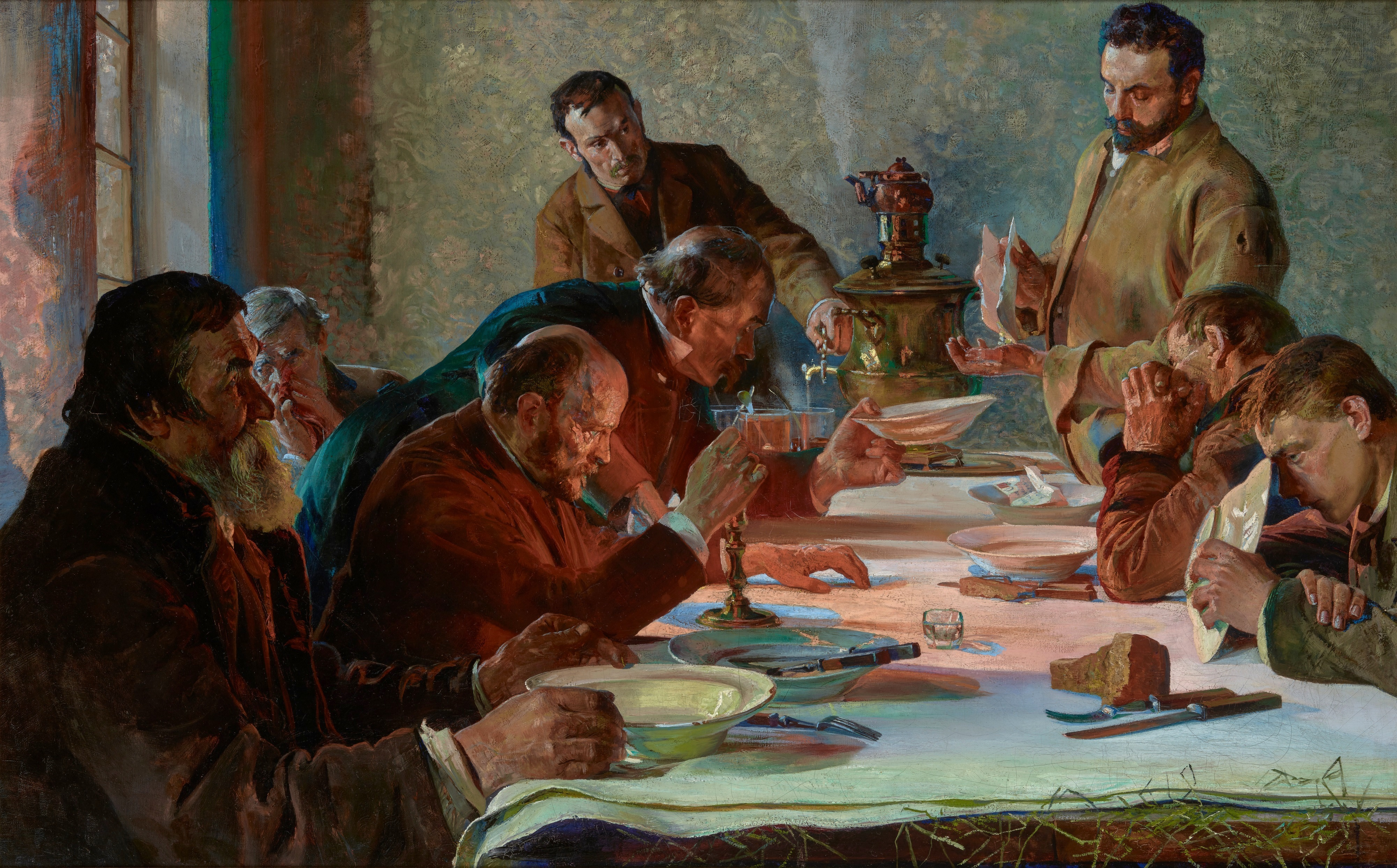
Ajunul Crăciunului în Siberia, de Jacek Malczewski, 1892.

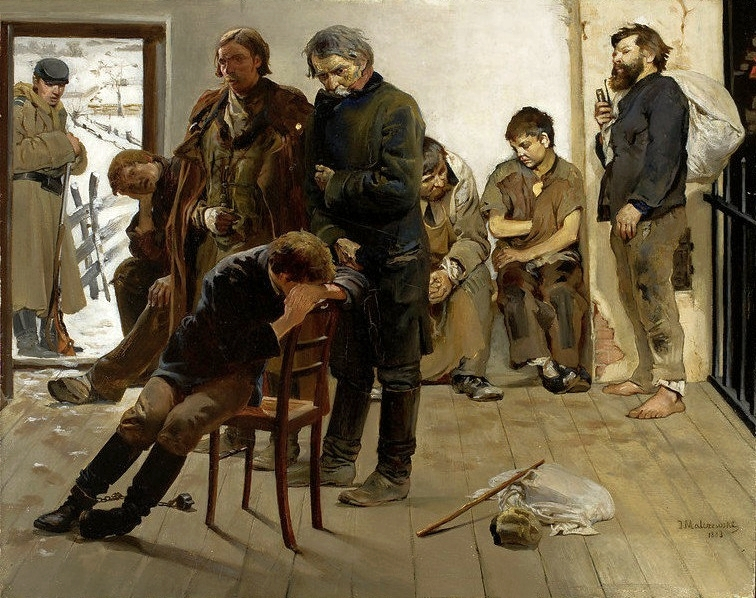
', de Jacek Malczewski, 1883

Autoritățile ruse și sovietice au exilat mulți polonezi în Siberia, începând cu oponenții din secolul al XVIII-lea ai influenței tot mai mari a Imperiului Rus în cadrul Uniunii statele polono-lituaniene (mai ales membrii Confederației de la Bar⁠(d) din 1768-1772). Maurice, conte de Benyovszky⁠(d) a fost deportat în Siberia și a emigrat ulterior în Madagascar.
După modificarea legislației penale rusești în 1847, exilul și munca silnică (katorga) au devenit pedepse obișnuite pentru participanții la revoltele naționale de pe teritoriul Imperiului Rus. Astfel, autoritățile ruse au trimis un număr tot mai mare de polonezi în Siberia pentru katorga, iar aceștia au devenit cunoscuți apoi sub numele de Sybiracy. Unii dintre ei au rămas acolo, formând o minoritate poloneză în Siberia. Majoritatea polonezilor proveneau dintre participanții și susținătorii Revoltei din Noiembrie (1830–1831) și ai Revoltei din Ianuarie (1863–1864), dintre participanții la acțiunile revoluționare din 1905–1907⁠(d) și dintre sutele de mii de persoane deportate ca urmare a Invaziei sovietice în Poloniei din 1939.
Pe la sfârșitul secolului al XIX-lea, un număr limitat de coloniști polonezi s-au mutat voluntar în Siberia, atrași de dezvoltarea economică a regiunii. Migranții și exilații polonezi, dintre care multora li s-a interzis să se îndepărteze de această regiune chiar și după ce și-au ispășit pedeapsa, au format acolo o minoritate poloneză⁠(d) plină de viață. Sute de polonezi au luat parte la construcția căii ferate transsiberiene. Savanți polonezi de seamă au studiat Siberia, printre care Aleksander Czekanowski, Jan Czerski, Benedykt Dybowski⁠(d), Wiktor Godlewski⁠(d), Sergiusz Jastrzębski, Edward Piekarski, Bronisław Piłsudski⁠(d), Wacław Sieroszewski⁠(d), Mikołaj Witkowski și alții.
Termenul Sybiracy s-ar putea referi și la foștii exilați, cum ar fi cei cărora li s-a permis să se întoarcă în Polonia ocupată de ruși după amnistia din 1857. Acest grup, popular în rândul tinerilor în perioada premergătoare izbucnirii Revoltei din Ianuarie, a susținut ideea muncii organice⁠(d). Cu toate acestea, în timpul Revoltei din ianuarie 1863, a încetat să mai existe deoarece unii dintre membrii săi i-au susținut pe roșii⁠(d), în timp ce alții i-au susținut pe albi⁠(d). Printre cei mai cunoscuți membri ai grupului s-au numărat Agaton Giller⁠(d), Henryk Krajewski, Karol Ruprecht și Szymon Tokarzewski.
Aproximativ 20.000 de polonezi trăiau în Siberia în jurul anilor 1860. În anul 1866 a izbucnit o revoltă a exilaților politici polonezi în Siberia⁠(d), care a fost înăbușită de Armata Imperială Rusă.

### Epoca sovietică
La începutul celui de-al Doilea Război Mondial, sovieticii au deportat sute de mii de cetățeni polonezi, în patru valuri de masă. Unele surse susțin că au fost 1,5 milioane de polonezi deportați. Sursele cele mai conservatoare, bazate pe informații extrase din documentele NKVD găsite recent, menționează că numărul polonezilor deportați ar fi cuprins între 309.000 și 381.220.
Trebuie precizat că autoritățile sovietice nu i-au recunoscut pe etnicii polonezi din teritoriile anexate drept cetățeni polonezi. În plus, unele dintre documentele oficiale i-au luat în calcul mai degrabă pe polonezii cărora li s-a acordat o amnistie decât pe cei deportați și nu toată lumea era eligibilă pentru amnistie. Prin urmare, numărul polonezilor deportați menționat în documentele oficiale ar putea fi o subestimare.